# Julija Walerjewna Abalakina
Julija Walerjewna Abalakina (russisch Юлия Валерьевна Абалакина, englische Transkription: Yulia Abalakina; * 21. Oktober 1991 in Moskau) ist eine russische Beachvolleyballspielerin.

## Karriere
Abalakina spielte von 2010 bis 2013 mit Irina Tschaika auf verschiedenen Juniorinnen-Meisterschaften. Bei den U20-Europameisterschaften 2010 in Catania und bei den U23-Europameisterschaften 2012 in Assen standen Abalakina/Tschaika jeweils im Endspiel.
Nachdem sie 2014 zunächst einige Turniere mit Olga Motritsch gespielt hatte, war ab Juli 2014 Xenija Dabischa Abalakinas Partnerin. Auf der FIVB World Tour und den europäischen CEV-Turnieren hatten Abalakina/Dabischa durchwachsene Ergebnisse, lediglich beim CEV-Satellite in Maladsetschna erreichten sie im Juni 2015 das Endspiel, das sie gegen das deutsche Duo Mersmann/Schneider verloren. Anschließend nahmen sie an den Europaspielen in Baku teil. Bei der Europameisterschaft 2015 in Klagenfurt schieden sie sieglos nach der Vorrunde aus.
Ihre besten Platzierungen auf der FIVB World Tour hatte Abalakina 2015 und 2016 mit Jekaterina Syrzewa, als sie bei den Open-Turnieren in Sotschi und in Antalya jeweils Platz fünf sowie beim Grand Slam in Moskau Platz neun erreichte. Bei der Europameisterschaft 2017 in Jūrmala erreichten Abalakina/Dabischa als Gruppendritte die KO-Runde, in der sie gegen das Schweizer Duo Betschart/Hüberli ausschieden. 2018 erreichte Abalakina mit Motritsch auf der FIVB World Tour beim 3-Sterne-Turnier in Luzern den fünften Platz.